# Borstahusens Bollklubb
Borstahusens Bollklubb (BBK) är en fotbollsklubb som kommer från det gamla fiskeläget Borstahusen i Landskrona. 
Klubben bildades den 20 januari 1922 men hette först BK Atleten och var en brottarklubb. Kort därefter bildades fotbollsklubben som efter några turer fram och tillbaka slutligen fick namnet Borstahusens BK. Laget spelade 1969 i dåvarande division 2 som var landets näst högsta serie. Där spelade man mot lag som Kalmar FF, Helsingborgs IF, Landskrona BoIS och Halmstads BK och tog bland annat tre av fyra poäng i derbyna mot Landskrona BoIS. BBK blev dock nedflyttade till division 3 efter bara en säsong och har sedan dess spelat i de lägre divisionerna.
Laget spelade år 2018 i Div. 5 Skåne västra. Lagets hemmamatcher spelas på Borstahusens IP som rymmer flera gräsplaner.